# M26潘興坦克
M26潘興坦克（M26 Pershing），是美國於第二次世界大戰和韓戰時期的重型坦克或中型坦克，它延续了M3李和M4雪曼用美国名将命名的传统，以第一次世界大戰的名將約翰·潘興为名。潘兴是T20系列戰車的最终发展型，本计划取代M4雪曼，却为漫长的开发和部署所累，仅参与了第二次世界大战欧洲战场极为有限的战斗。由于其均衡的火力、装甲和机动性，历史学家理查德·皮尔斯·亨尼克特将其列为二战第二优秀的坦克，仅次于豹式戰車。从M26潘兴发展出了包括M46、M47、M48和M60在内的巴顿系列坦克，共同构成美国陆军装甲兵中坚力量长达50年。

## 參戰歷史

### 二战

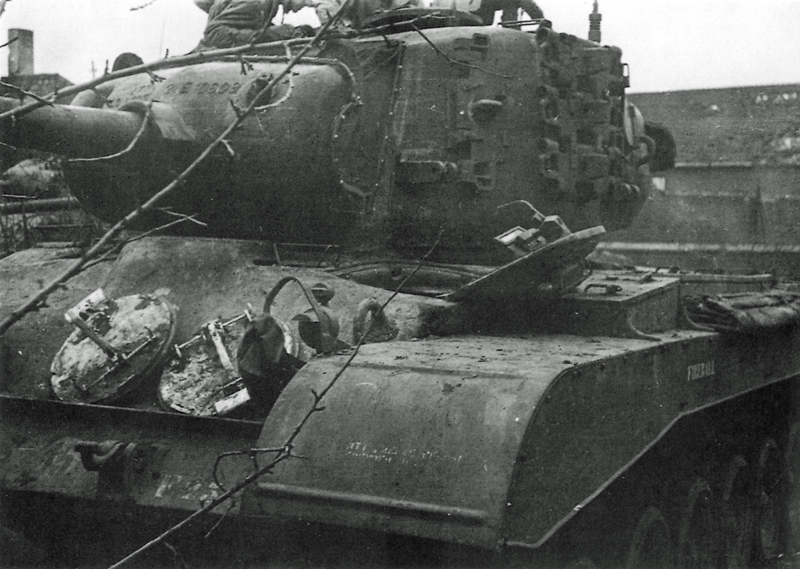
被虎式击毁的T26E3“火球”，88毫米穿甲弹击穿了炮盾。

1945年1月，首批20辆T26E3潘兴运抵安特卫普，第3装甲师和第9装甲师各领取了10辆，车组在一个月内经过层层筛选和严格训练。2月25日起，第3装甲师和第9装甲师的潘兴投入战斗，在与虎式坦克和豹式戰車等坦克的交战中各有胜负。潘兴的首个损失发生在2月26日，第3装甲师第33装甲团F连一辆名为“火球（Fireball）”的T26E3重型坦克在把守埃尔斯多夫附近的路口时遭到一辆虎式重型坦克于100码外的近距离伏击。虎式共开火三次，第一炮击穿了潘兴的炮盾，造成炮手和装填手阵亡；第二发击中炮管，炮膛中的炮弹因震动而走火，导致炮管损坏；第三发掠过炮塔右侧，打飞了指挥塔舱盖。虎式偷袭得手后试图倒车撤离，却卡在废墟中而被抛弃。“火球”经修复后于3月7日重返战线。
3月6日，第3装甲师进入科隆，当第32装甲团接近科隆大教堂时，一辆埋伏的豹式戰車击毁了F连的一辆M4A1谢尔曼，三名车组阵亡。E连的T26E3潘兴参与了追击，在110米的距离上，潘兴率先开炮，命中豹式炮塔和侧面共三发，引爆弹药，全车焚毁。同日，D连和G连的两辆潘兴分别击毁了一辆虎式坦克和一辆四号坦克。但第33装甲团H连的一辆潘兴在科隆附近的小城尼尔被一辆犀牛式驅逐戰車击穿首下而烧毁，乘员安全逃生。

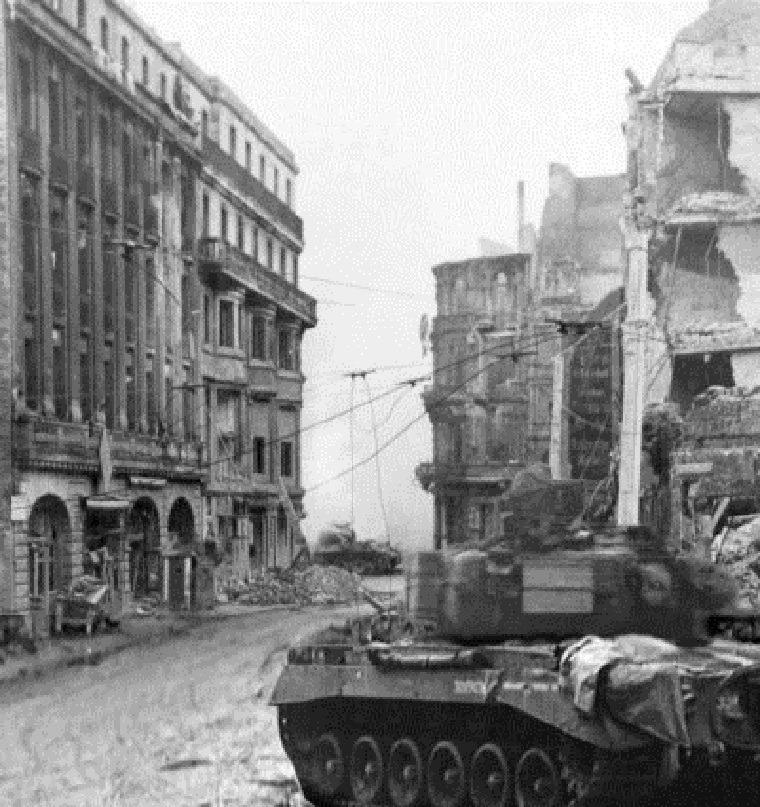
E连的T26E3（车长Robert Early）正准备向对街守衛科隆的豹式戰車开火。

第9装甲师的T26E3潘兴在强渡莱茵河的戰利品行動中表现突出，并为夺取鲁登道夫大桥的步兵提供火力支援，阻止了德军工兵炸毁大桥，仅有一辆第9装甲师的M26在渡过鲁尔河时被两发150毫米SFH 18榴彈砲击伤行走机构而瘫痪。
除了这20辆潘兴之外，在整场战争中还有一辆属于第3装甲师的T26E4-1超级潘兴加装了从豹式戰車的首上切割下来的80毫米钢板作为附加装甲,有傳言第3装甲师的T26E4-1超级潘兴擊毀了一輛虎王，年僅十八歲的射手John "Jack" Irwin口述:当超级潘兴转过拐角时，虎王坦克先开炮，但打高了。之后潘兴开火，第一炮并没有击穿虎王坦克的正面装甲，之后虎王坦克衝向潘兴。虎王坦克爬过一个上坡，車體翻覆，被超级潘兴第二炮命中车底击毁。但是無法列入實質戰果，然而這是美軍虛報的戰鬥，並且提出當時配備虎二式戰車的德軍部隊中，離德紹最近的武裝親衛隊第502重戰車營(schwere SS Panzer-Abteilung 502)在柏林南郊菲爾斯騰瓦爾德(Fürstenwalde)，距德紹160公里之遙。美軍攻克德紹後持續佔領，有很多時間可蒐證。但這樣極具宣傳價值的事件至今可資佐證的殘骸、照片、車輛編號全不存在，只有該車當年僅十八歲的射手John "Jack" Irwin士兵口述。
太平洋戰場方面，1945年3月31日，美方报告有12辆潘兴（此时已定型为M26重型坦克）装船运往太平洋，准备参加冲绳岛战役。但由于各种延误，当这批潘兴坦克抵达那霸时已是7月21日，冲绳战事早已结束，潘兴没能赶上对日作战。由于出现过晚，日方情报机构对M26重型坦克的存在一无所知。硫磺岛战役和冲绳岛战役期间，日军时有报告遭遇正面装甲厚200~240毫米的“M1重型坦克（日本情报机构对M6重型坦克的称呼）”，可能是对M4A3中型坦克的误认。
第二次世界大戰結束時總共生產了1,436輛，其中310辆部署至战场。

### 朝鲜战争
二戰結束後，美軍裝甲部隊進行重編，M26戰車在美軍全數繼續服役並改良成M26A1，主要改良點在更換具有炮膛排煙器以及炮口制退器的M3A1戰車炮以及強化縱向炮身穩定的M67A1炮架；到1950年的朝战時位於日本的美軍24步兵師緊急派遣至朝鮮半島迎戰朝鮮人民軍，不過步兵師下轄戰車營配備的M24輕戰車很快證實75公厘短管戰車炮威力無力對抗T-34/85，因此美軍急忙從東京的軍械儲存場尋獲3輛狀況不佳的M26加以整修，並在1950年7月中旬運至晉州；不過這3輛M26在整修時引擎冷卻風扇皮帶沒有備料，因此是拿其他替代品湊合。這3輛戰車組成中戰車排並由山謬·富勒少尉指揮，不過很快的這些戰車就因引擎過熱，導致替代用冷卻風扇皮帶受高熱延展，連帶使得冷卻風扇無法正常轉動，很快的這幾輛戰車就因引擎過熱燒毀而通通放棄。。
M26真正有所發揮的時間要等到1950年7月下旬大量M26運抵韓國後才開始，到1950年底運至韓國戰場的M26共有309輛，運抵韓國的M26以一個69輛的混編戰車營編制分配給6個美軍步兵師以及1個美軍海軍陸戰隊步兵師。另外每個步兵團還會分到一個連22輛戰車作為支援，美軍之所以不派出裝甲師，違反大戰經驗將戰車分割至個步兵單位的理由是韓國地形破碎鋪裝公路數量少，不適合戰車大規模展開發動攻勢，因此裝甲部隊退化回一戰的步兵支援地位。
该戰車在朝鲜面对朝鲜人民军的T-34/85戰車有壓倒性優勢，因此戰車組員将T-34蔑稱为沙丁鱼罐头。美国1954年的调查表明韓戰期間有119場戰車對戰，其中104場是陸軍戰車部隊參加，另外15場參戰的是戰車是隸屬於陸戰隊。其中M4A3E8参战的59場(50%)，M26是38場(32%)，M46是12場(10%)，M24是10場(8%)。其中只有24場有三輛以上的T-34或Su-76M出現，在這些戰鬥中美方有34輛戰車被擊毀，當中只有15辆是完全損失，其他都能被修復使用。而確認被戰車击毁的T-34/85有97輛，同時另外有18個未確認戰果。確認被戰車擊毁的T-34/85當中有39%由M26擊殺，12%歸功於M46，剩下的大部分由M4擊毁。美方统计T-34的人员损失發現有75%在坦克被擊毁後陣亡，而美方的戰車組員在戰車被擊毁時的死亡率則是18%。美國陸軍測試雙方坦克之後，認為這是因為 T-34設計上的缺陷。
在1950年11月朝鮮戰爭步入反攻階段後，戰車之間的對戰就急遽減少，雖然中國人民志願軍有接收蘇援的T-34/85與IS-2重戰車，但是很少接戰機會；此時M-26先天動力不足的毛病在地型起伏大的韓國丘陵區便十分麻煩，因此1951年後M-26在戰場上的角色便被緊急配發上戰場的M46戰車與M4A3所取代，任務僅剩第二線支援與M-46的轉換訓練用，唯一留在第一線的只有第6中戰車營下轄突擊炮排使用的衍生型M-45自走炮，不過也在1951年1月後調。
韓戰結束後，所有M-26戰車運往日本報廢，但是據解體商回憶這些戰車仍在可用狀態，甚至還有未卸下的燃料與彈藥。

## 衍生型

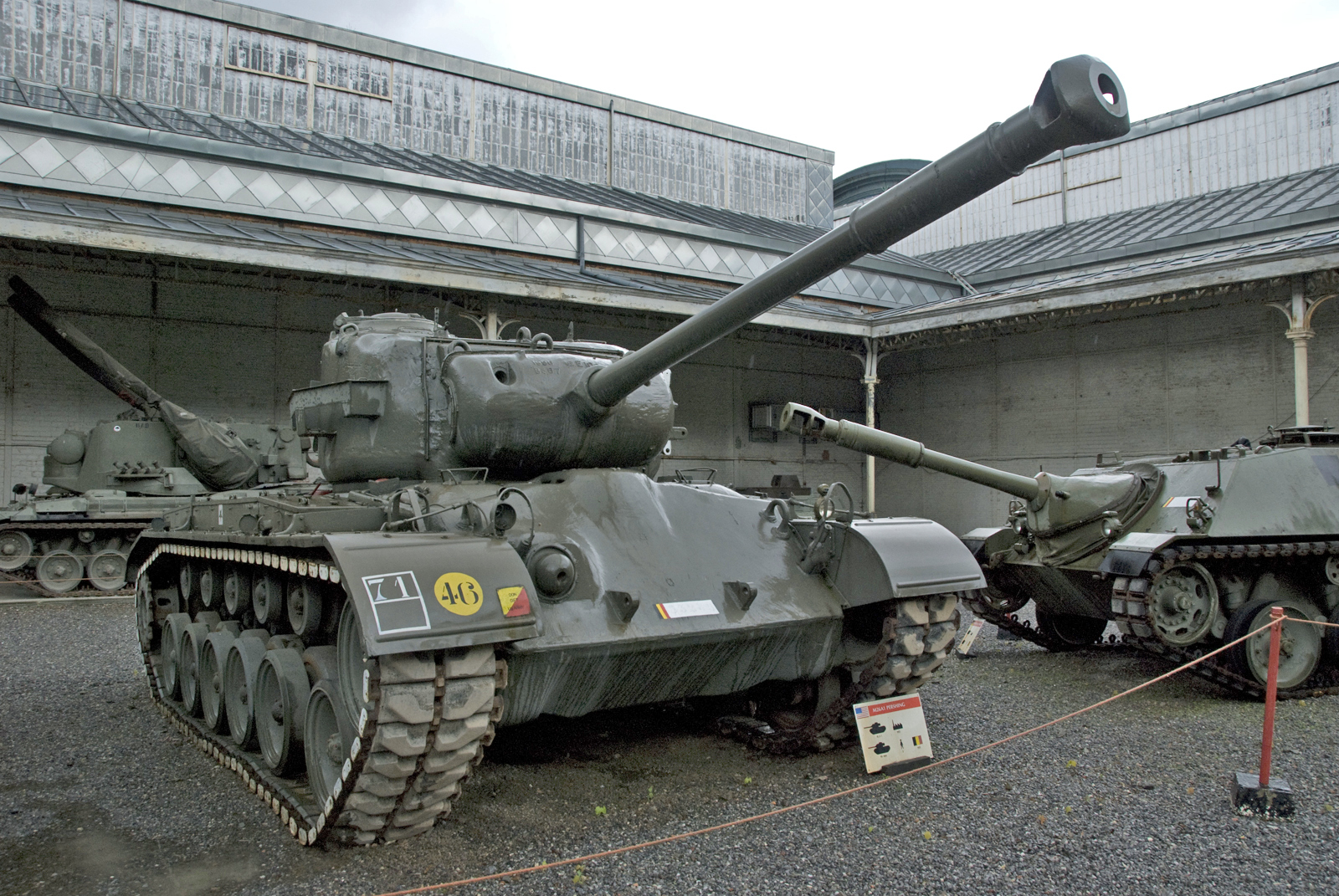
M26A1

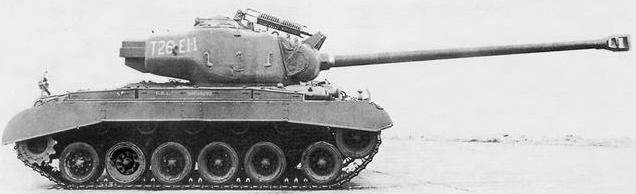
裝有73倍径T15E1主炮的T26E4試作車

- M26（T26E3） - 主要生產型，裝有M3主炮上及雙室制退器。
- M26A1 - 裝有M3A1主炮、單室制退器及炮膛排煙器。
- T26E4 - 共製造25輛。第一輛又稱T26E1-1、T26E4-1或M26A1E2。使用73倍徑長砲管T15E1主炮，採用整裝式砲彈。其他改用T15E2主炮，採用分離式砲彈。
- M26E2 - 裝有M3A1主炮、新引擎及變速器、戰後重新定名為M46巴頓坦克。
- T26E2 - 試驗版本，裝有105毫米榴彈砲（備彈74發），用於近戰支援，又名為“M45重型坦克”。
- T26E5 - 加厚裝甲試驗版本，最厚位置達279毫米，同時使用以裝用延伸板加寬的履帶。
- M26A2 - 只有藍圖設計，以T26E3裝上150毫米裝甲、配雙室制退器的105毫米主炮及與M48巴頓初期型相同的750匹馬力汽油引擎。
- T92/T93 - 使用加長T26E3車體的自走榴彈砲，T92使用M1 240毫米榴彈炮，T93使用8吋 M1榴彈炮，預計投入對日本本島的侵攻，由於日本投降而取消量產。
- T32重型坦克 - 一款美軍於二戰結束不久後製造的重型坦克。在1945-1946年期間一共製造了2或4輛原型車。其是以M26潘興坦克爲基礎製造的。
- T26E4 Super Pershing 超級潘興 - 一輛送往歐陸戰場配屬於美國陸軍第三裝甲師進行實戰測試的試驗車型。經由野戰改裝增加裝甲，包括四塊厚38mm的鍋爐鋼(正面兩塊成V字布置，首上為60°法線角布置，和潘興自身首上的45°不同，在裝甲之間形成空間，能有效防御高爆彈和破甲彈)、一塊由豹式戰車取下的厚88mm的裝甲板裝在砲盾上(另外兩塊鍋爐鋼被焊接在這塊裝甲板的兩側)、以及砲塔後方加上鋼製配重塊。這輛戰車經過改裝後重量提升了7噸，達到了50噸，懸掛系統比起普通的潘興降低了50mm。由於其使用的福特GAF發動機只能提供500匹馬力的動力，這顆引擎對於35噸的M4雪曼很完美，用在42噸的潘興上仍堪用，但在50噸的T26E4上就有點出力不足，不過美軍倒是對此十分滿意。無論如何，他們總算得到了一輛既有厚重正面裝甲、又有強力火砲的超級戰車，第三裝甲師的人們暱稱它為“超級潘興”。

## 流行文化

### 電子遊戲
- 《戰爭雷霆》
- 《戰車世界》
- 《應徵入伍》